# 東留萠信号場
東留萠信号場（ひがしるもいしんごうじょう）は、かつて北海道留萌市にあった鉄道省（後の日本国有鉄道）の信号場（廃駅）である。留萠本線大和田駅 - 留萠駅間および羽幌線留萠駅 - 三泊駅間に存在し、両線の施設上の分岐点であった。

## 歴史
当信号場は、留萠線の支線（後の羽幌線）が大椴駅まで開通した際に開設されたもので、支線方面への列車は留萠駅から当信号場までの1.3kmを後退し、ここでスイッチバックを行って支線方面へ乗り入れていた。1941年（昭和16年）12月、留萠駅への天塩炭砿鉄道乗り入れに伴う構内改良により、羽幌線が留萠駅の手前で分岐する配線にて留萠駅 - 三泊駅間の線路が新線に付け替えられ、スイッチバックの必要がなくなったため、当信号場は廃止となった。

### 年表
- 1927年（昭和2年）10月25日：鉄道省留萠線（支線）の留萠駅 - 大椴駅間開通に伴い開設[1][2]。
- 1931年（昭和6年）10月10日：線路名を留萠線から留萠本線に改称、また留萠線支線を分離し羽幌線に改称[2]、それに伴い両線の信号場となる[3]。
- 1941年（昭和16年）12月9日：留萠駅 - 三泊駅間新線付け替えに伴い廃止となる[1][2]。

### 信号場の由来
当信号場が留萠駅の「東」に位置することから付けられた。

## 構造
「単線分岐型信号場」である。
駅舎は留萠に向かって左手の南側に設置され、駅舎前が留萠線、駅裏側が羽幌線となる2線構造で、分岐は構内両端で互いに向き合い羽幌線側へ開く片開きで、留萠線側は1線スルー状となっている。
旅客取扱設備については、1928年（昭和3年）の時点では駅舎横の深川側に留萠線用の単式ホーム1面1線、1932年（昭和7年）の時点ではさらに島状の羽幌線用単式ホームが追設されて千鳥状にずれた単式ホーム2面2線構造となっているが、実際の乗降設備の規模や、旅客取扱の実績については不明。

## 駅周辺
- 留萌川

## 信号場跡
信号場廃止後は羽幌線廃止まで、留萠駅構内の羽幌線用操車線群へ留萠本線側から構内渡り線を使用せずに深川方と直接往来できるよう、当信号場の西側端に当たる位置に分岐が設けられた。この構内渡り線をバイパスする線は、元々戦時中に現在の東雲町1丁目から2丁目にかけて建設された軍需工場の北海道人造石油留萌工場への専用線の送り線だったものを再利用して留萠本線へ接続したもの。この専用線送り線は留萠駅構内から留萌川を渡って旧信号場の西端付近まで本線の北側を並走した後、少し北側へ膨らみながら築堤の高度を上げて旧信号場の東側端に当たる位置、丁度、現・国道232号が跨線している場所で留萠本線を跨線し、工場敷地脇へ敷かれた専用線本線へ並走しながら築堤の高度を下げて合流した。また専用線本線からは留萠駅方へスイッチバック状に戻る戻り線があり、留萠本線の南側の少し離れた位置を並走して旧信号場の西端より手前で留萠本線へ合流していた。専用線本線からは東側へ90°カーブする2本が現・留萌市立病院辺りにあった工場へ、戻り線からは西側へ90°カーブする1本が現・北海道留萌土木現業所辺りにあった工場付帯の何らかの施設（留萌研究所？）へ分岐していた。戦後間もなく工場と共にこれらの専用線も、僅かに頭書の部分を残して撤去された。

## 隣の駅
日本国有鉄道
留萠本線
大和田駅 - （東留萠信号場） - 留萠駅
羽幌線
留萠駅 - （東留萠信号場） - 三泊駅